# Polizeiruf 110: Der Mann
Der Mann ist ein deutscher Kriminalfilm von Manfred Mosblech aus dem Jahr 1975. Der Fernsehfilm erschien als 30. Folge der Filmreihe Polizeiruf 110.

## Handlung
Franz Werker wurde wegen Mordes zu lebenslanger Haft verurteilt. Drei Tage nach seiner Rückkehr aus der Kriegsgefangenschaft hatte er eine Frau wegen eines Brotes umgebracht. Nun wird er nach rund 30 Jahren Haft vorzeitig entlassen. Er kehrt in sein Elternhaus an der Ostsee zurück. Während seine Mutter ihn erwartet und ihn auch regelmäßig im Gefängnis besucht hat, ist sein Vater verbittert. Er wollte ihn nie wieder sehen und geht ihm nun aus dem Weg. Franz jedoch bewährt sich in einer Straßenbau-Brigade des Ortes und findet zögerlich Anschluss, auch wenn einige Arbeiter ihn meiden. Alle jedoch wollen ihm eine zweite Chance geben und die junge Kollegin Frieda Kirsch geht mit ihm spazieren und lädt ihn eines Tages zu sich nach Hause ein. Beide wollen sich ein Fußballspiel im Fernsehen anschauen. Franz kauft Pralinen und fährt mit dem Fahrrad zu ihrem Haus. Auf sein Klingeln reagiert niemand, obwohl der Fernsehapparat laut läuft. Franz betritt die Wohnung und sieht Frieda tot im Wohnzimmer liegen. Panisch ergreift er die Flucht und betrinkt sich in einer Kneipe.
Oberleutnant Jürgen Hübner und Meister Lutz Subras werden mit den Ermittlungen betraut. Subras hält spontan Franz als Vorbestraften für verdächtig, was Hübner strikt ablehnt. Franz jedoch macht sich selbst verdächtig, als er beim Anblick der Polizei von der Baustelle fliehen will. Für ihn ist klar, dass man ihm den Fall anhängen wird, egal ob er der Mörder war oder nicht. Tatsächlich deutet zunächst alles auf ihn als Täter hin. Seine Fuß- und Fingerspuren finden sich an Friedas Wohnungstür und im Flur. Als Tatwaffe diente die schwere Luftpumpe seines Fahrrads, die Franz jedoch nicht vermisst hatte. Sie wurde mit Fit gereinigt, doch kann der Einsatz als Tatwaffe durch Haarreste nachgewiesen werden, die von Frieda stammen. Da die Ermittler nicht beweisen können, dass Franz je weiter als bis zum Flur gekommen ist, gilt er nicht als Täter. Weitere Maßnahmen können wiederum nicht ergriffen werden, da nicht bekannt ist, ob Frieda je viel Geld oder andere Wertsachen besaß, die der Täter erbeutet haben könnte.
Die Ermittlungen stocken und die Bewohner des Dorfes werden unruhig, da sie Franz als Täter ansehen und sich nun bedroht fühlen. Auch Jürgen Hübners Vorgesetzter Major Wagner zweifelt bald an dessen Eignung, den Fall zu lösen. Jürgen Hübner konzentriert sich auf Friedas Umfeld und kontaktiert bald jeden, der auch nur entfernt mit Frieda zu tun hatte. Von ihrem früheren Liebhaber erfährt er, dass Frieda vor 18 Monaten mehrere Wochen lang im Krankenhaus gelegen hat. Erst über ihre Zimmernachbarin, eine blinde Frau, kann Jürgen Hübner ein Mordmotiv rekonstruieren: Frieda hatte ihr erzählt, dass sie 24.000 Mark im Lotto gewonnen hat. Das Geld hat sie nie ausgegeben, sondern im Haus gehabt. Jürgen Hübner lässt nun Franz’ Haus durchsuchen, der nach dem Hinweis, dass die Frau einen Blindenhund besitzt, ahnt, wer der Täter ist. Sein Kollege Heiner Krüger ist faul, aber sehr tierlieb. Er hat einst auch Blindenhunde ausgebildet, leiht sich von seinen Kollegen schon mal ein Jahr lang tausend Mark, um mit den Zinsen kostenlos Silvester feiern zu können, und denkt in der Regel zuerst an sich. Franz vermutet, dass die blinde Frau ihren Hund einst von Heiner bekam und ihm vom Geld erzählte. Auch Jürgen Hübner wird durch Franz’ Nachfrage, ob die Frau einen Blindenhund hatte, auf eine mögliche Spur gelenkt. Franz sucht Heiner auf und kann ihm das Geständnis entlocken, dass er Frieda umgebracht hat. Es kommt zum erbitterten Zweikampf. Jürgen Hübner wiederum erfährt erst in der Befragung der blinden Frau, dass der Verkäufer des Blindenhunds Heiner Krüger war. Die anschließende Großfahndung führt die Ermittler und Teile der Brigade schließlich zu Franz und Heiner. Heiner scheint tot zu sein, ist jedoch nur leicht verletzt. Er wird abgeführt. Der Brigadier Hannes Schacht macht Franz Vorwürfe, da Selbstjustiz kein Mittel sei, und bringt ihn zum Wagen der Ermittler.

## Produktion
Der Mann wurde von 10. September bis 1. November 1974 in Bad Doberan, Bergen auf Rügen und Caputh gedreht. Die Anfangsszenen des Films spielen in Rostock, so betrachtet Franz Werker unter anderem den dortigen Sieben-Schwestern-Brunnen. Das gezeigte Fußballspiel ist eine Aufzeichnung vom Rückspiel des Europapokalhalbfinals (Pokal der Pokalsieger) am 24. April 1974 zwischen dem 1. FC Magdeburg und Sporting Lissabon. Zu sehen ist u. a. die Bandenwerbung der Magdeburger „Volksstimme“, zu hören der Moderator des Fernsehens der DDR, Heinz Florian Oertel.
Die Kostüme des Films schuf Christel Richter, die Filmbauten stammen von Britta Bastian geb. Pelzner. Der Film erlebte am 23. März 1975 im 1. Programm des Fernsehens der DDR seine Fernsehpremiere. Die Zuschauerbeteiligung lag bei 61,9 Prozent.
Es war die 30. Folge der Filmreihe Polizeiruf 110. Oberleutnant Jürgen Hübner und Meister Lutz Subras ermittelten in ihrem 13. Fall. Es war nach Vorbestraft (1973) der zweite Polizeiruf, der sich mit der Resozialisierung Straffälliger auseinandersetzte. Der Mann wurde dabei wiederum stark vom sowjetischen Film Kalina Krassnaja – Roter Holunder beeinflusst, der 1974 erstmals in der DDR zu sehen war. In beiden Filmen versuchen verurteilte Mörder wieder Fuß in der (sozialistischen) Gesellschaft zu fassen. Der Mann zitiert in den ersten Szenen den Beginn des sowjetischen Films und auch die Grundanlage beider Filme gleicht sich, so kehrt der Entlassene in ein eher abgelegenes Gebiet zurück, um sich in die Gesellschaft einzugliedern. Der Mann ist dennoch „ein realistischer Kriminalfilm, dessen Erzählstil hier durch lyrische Sequenzen gebrochen wird. […] Die soziale Botschaft des Films hat jedoch kaum poetische Qualität. Sie lautet schlicht: die sozialistische Gesellschaft darf keine Vorurteile gegen Vorbestrafte dulden, die ihre Missetat gesühnt haben und sich einen Platz in der Gemeinschaft erarbeiten wollen.“